# Manovre di Leopold

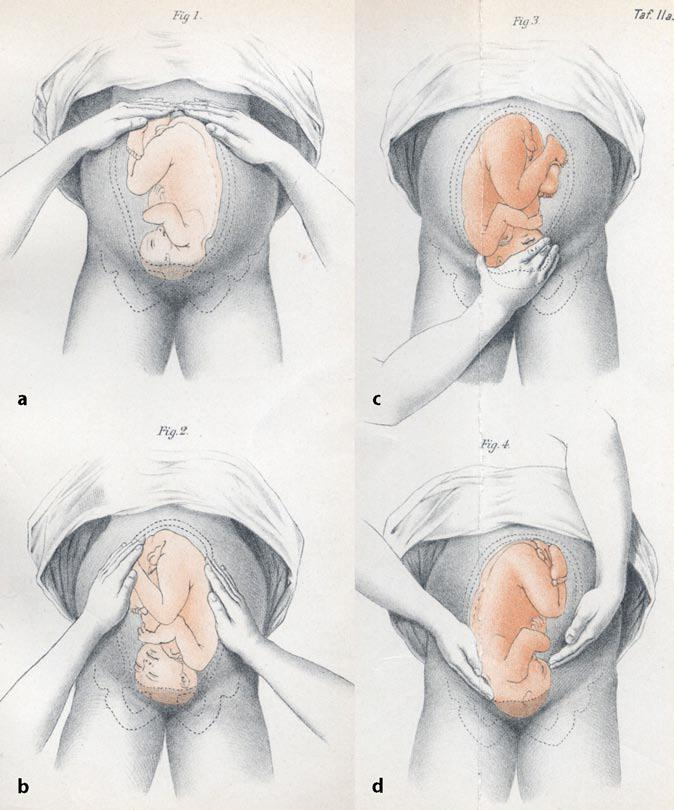
Le 4 manovre di Leopold

In ostetricia, le manovre di Leopold sono un modo comune e sistematico per determinare la posizione di un feto all'interno dell'utero della donna; prendono il nome dal ginecologo Christian Gerhard Leopold. Sono anche usate per stimare il peso fetale del termine.
Le manovre consistono in quattro azioni distinte, ciascuna delle quali aiuta a determinare la posizione del feto. Le manovre sono importanti perché aiutano a determinare la posizione e la presentazione del feto, che in concomitanza con una corretta valutazione della forma della pelvi materna, può indicare se la consegna sarà complicata o se è necessario un taglio cesareo.
L'abilità e la pratica dell'esaminatore nell'eseguire le manovre sono il fattore principale nel determinare se la posizione sia correttamente accertata. In alternativa, la posizione può essere determinata dall'ecografia eseguita da un ecografista o da un medico competente. Oggi sono in disuso in quanto si utilizza la sonda ecografica.

## Esecuzione delle manovre
Le manovre di Leopold sono difficili da eseguire su donne obese e donne che hanno polidramnios. La palpazione può a volte essere scomoda per la donna se non si presta attenzione per assicurarsi che sia rilassata e adeguatamente posizionata. Per aiutare in questo, il fornitore di assistenza sanitaria dovrebbe prima assicurarsi che la donna abbia recentemente svuotato la vescica. Se non lo ha fatto, potrebbe aver bisogno di avere un catetere urinario dritto inserito per svuotarlo se non è in grado di urinare. La donna dovrebbe sdraiarsi sulla schiena con le spalle leggermente sollevate su un cuscino e le ginocchia leggermente rialzate. Il suo addome dovrebbe essere scoperto e la maggior parte delle donne lo apprezza se l'individuo che esegue la manovra si scalda le mani prima della palpazione.

### Prima manovra: determinazione del fondo uterino
Di fronte alla donna, palpa la parte superiore dell'addome della donna con entrambe le mani. Un professionista può spesso determinare le dimensioni, la consistenza, la forma e la mobilità della forma percepita. La testa del feto è dura, rotonda e si muove indipendentemente dal tronco, mentre i glutei si sentono più morbidi, sono simmetrici e le spalle e gli arti hanno piccoli processi ossei; a differenza della testa, si muovono con il tronco.

### Seconda manovra: localizzazione ombelicale
Dopo che la parte superiore dell'addome è stata palpata e viene identificata la forma trovata, l'individuo che esegue la manovra cerca di determinare la posizione del dorso del feto. Sempre di fronte alla donna, l'operatore sanitario palpa l'addome con una pressione delicata ma anche profonda usando il palmo delle mani. Prima la mano destra rimane ferma su un lato dell'addome mentre la mano sinistra esplora il lato destro dell'utero della donna. Questo viene poi ripetuto usando il lato opposto e le mani. La schiena fetale si sentirà soda e liscia mentre le estremità del feto (braccia, gambe, ecc.) dovrebbero sembrare piccole irregolarità e protrusioni. Il dorso fetale, una volta determinato, dovrebbe connettersi con la forma trovata nell'addome superiore e anche una massa nell'insenatura materna, nell'addome inferiore.

### Terza manovra (Prima presa pelvica)
Nella terza manovra l'operatore sanitario cerca di determinare quale parte del feto si trova sopra l'ingresso o il basso addome. L'individuo che esegue la manovra prima afferra la parte inferiore dell'addome appena sopra la sinfisi pubica con il pollice e le dita della mano destra (nel caso di persone destrorse). Questa manovra dovrebbe fornire le informazioni per convalidare i risultati della prima manovra. Se la donna entra in travaglio, questa è la parte che molto probabilmente verrà prima in una nascita vaginale. Se è la testa e non è attivamente impegnata nel processo di nascita, può essere spinto delicatamente avanti e indietro. Il Pawlick's Grip, sebbene sia ancora usato da alcuni ostetrici, non è raccomandato in quanto è più scomodo per la donna. Invece, un approccio a due mani è favorito mettendo le dita di entrambe le mani lateralmente su entrambi i lati della parte presentante.

### Quarta manovra (Seconda presa pelvica)
L'ultima manovra richiede che l'operatore sanitario si posizioni rivolto verso i piedi della donna, mentre tenterà di localizzare la fronte del feto. Le dita di entrambe le mani si muovono delicatamente lungo i lati dell'utero verso il pube. Il lato dove c'è resistenza alla discesa delle dita verso il pube è più grande è dove si trova la fronte. Se la testa del feto è ben flessa, dovrebbe trovarsi sul lato opposto rispetto alla parte posteriore del feto. Se la testa del feto è estesa, invece, l'occipite viene percepita e si trova sullo stesso lato della schiena.

## Precauzioni
Le manovre di Leopold sono destinate ad essere eseguite da operatori sanitari, in quanto hanno ricevuto la formazione e le istruzioni su come eseguirle. Se eseguito a casa come esercizio informativo, l'esaminatore deve fare attenzione a non disturbare in modo eccessivo il feto. È importante notare che tutti i risultati non sono veramente diagnostici, e come tale sono richiesti esami più approfonditi per determinare in modo definitivo la posizione fetale.